# Ityphilus idanus
Ityphilus idanus är en mångfotingart som beskrevs av Crabill 1960. Ityphilus idanus ingår i släktet Ityphilus och familjen Ballophilidae. Inga underarter finns listade i Catalogue of Life.